# GNK Osvit Šibenik
G.N.K. Osvit Šibenik prvi je registrirani nogometni klub u Šibeniku.

## O klubu
Početci sežu u 1921., dok je klub osnovan 1933.

Višestruki je prvak podsaveza SNP-a. U vrijeme djelovanja najpopularniji športski klub u Šibeniku. Više puta nadomak savezne lige, najbliže 1937. i 1940. Pobijedio u prijateljskim utakmicama više prvoligaša, npr. HAŠK, Hajduk, Concordia, Slavija[koja?] i SAŠK.  Nepoznato je da je igrao i pobjeđivao u međunarodnim utakmicama. Međutim, prema nekim izvorima pobijedio je 1936. god i Liverpool u neslužbenoj utakmici u Zagrebu.
Klub je 1940. godine spojen s klubom HNK Hajduk u HGŠK Građanski, ali je na godišnjoj skupšini kluba 1941. godine preimenovan u HRŠK Osvit. Početkom Drugog svjetskog rata se klub gasi.

## Poznati igrači
- Ratko Kacian
- Slavko Luštica